# Cymbasoma ghardaqanum
Cymbasoma ghardaqanum is een eenoogkreeftjessoort uit de familie van de Monstrillidae. De wetenschappelijke naam van de soort is voor het eerst geldig gepubliceerd in 1975 door Isaac.